# O Mochileiro
Apresentado por Daniel Thompson o reality show "O Mochileiro" é focado em viagens e nas experiências de um mochileiro. O programa é dividido em temporadas e vai ao ar semanalmente pela TV Gazeta. 
Atualmente o programa conta com duas temporadas, sendo a primeira um tour para conhecer as sete maravilhas do mundo e a segunda para conhecer as belezas do nosso país, o Brasil. 

## Sinopse
Em 2012, Daniel Thompson começou um projeto pessoal, fazer um mochilão e conhecer as sete maravilhas do mundo. O apresentador em quatro meses passou por 14 países, com uma mochila nas costas e três câmeras para registrar sua jornada, dando origem a primeira temporada do programa transmitido pela Gazeta em Março de 2014. Com o grande sucesso da primeira temporada, foi a vez de Daniel mostrar sua aventura pelo nosso país, o Brasil, com oito destinos conseguiu mostrar um pouco das belas paisagens brasileiras. A Temporada Brasil (segunda temporada) contou com oito episódios e foi ao ar em Janeiro de 2015

## O Apresentador
Daniel Thompson é formado em Relações Públicas pela Faculdade Cásper Líbero, é Turismólogo pelo Centro Universitário Senac de Turismo e Hotelaria e também é blogueiro. 
Antes mesmo de começar o seu projeto pessoal de viajar pelo mundo, Daniel já tinha uma vasta experiência com viagens. Trabalhou em grandes empresas relacionadas ao turismo como, Tam, Embratur, VASP e na Secretária de Turismo do Estado de São Paulo além de também ter morado em outros países, sendo eles a Inglaterra, Espanha e Nova Zelândia. 
No ano de 2008 deu início ao seu projeto, o qual denominou de "Mochileiro das Maravilhas", deu uma volta ao mundo em mais de seis meses, passando por grandes maravilhas do mundo moderno, com uma mochila, três câmeras e muita coragem para enfrentar as aventuras que vinham pela frente. A experiência foi sendo postada aos poucos no blog oficial de Thompson. O blog ganhou destaque e chamou a atenção de redes de televisão. Em Março de 2014 o projeto foi finalmente para a televisão aberta, sendo transmitido pela TV Gazeta o reality ganhou credibilidade ajudando o apresentador a cumprir outro projeto pessoal, fazer um tour pelas belas paisagens brasileiras, esta foi ao ar em Janeiro de 2015. 

## Temporadas
A Primeira Temporada do reality show é um tour pelas sete maravilhas do mundo.
Daniel Thompson passou por 14 países onde se encontram as maravilhas, aproveitando também para conhecer cidades vizinhas, descobrindo diversas curiosidades sobre cada local e aprendendo mais sobre cada cultura e vivenciando muitas aventuras, que por muitas vezes chegam a ser engraçadas. A temporada foi ao ar em Março de 2014 e conta com oito episódios de aproximadamente meia hora cada um. 
A Segunda Temporada é denominada de "Temporada Brasil", nesta o mochileiro se aventura por belíssimas paisagens brasileiras, descobrindo diversas curiosidades do nosso país, mostrando o quanto a cultura brasileira é rica e peculiar. A segunda temporada estreou em Janeiro de 2015 e conta com oito episódios de aproximadamente meia hora cada um.

## Episódios

### 1ª temporada - "Sete Maravilhas do Mundo"
| Data                | Maravilha                 | Local         |
| ------------------- | ------------------------- | ------------- |
| 15 de Março de 2014 | Table Mountain            | África do Sul |
| 22 de Março de 2014 | Parque Nacional de Komodo | Indonésia     |
| 29 de Março de 2014 | Puerto Princesa           | Filipinas     |
| 05 de Abril de 2014 | Ha Long Bay               | Vietnã        |
| 12 de Abril de 2014 | Ilha de Jeju              | Coreia do Sul |
| 19 de Abril de 2014 | Amazônia                  | Brasil        |
| 28 de Abril de 2014 | Cataratas                 | Brasil        |
| 03 de Maio de 2014  | Mundo                     |               |

### 2ª temporada - "Temporada Brasil"
| Data                    | Local               | Estado                           |
| ----------------------- | ------------------- | -------------------------------- |
| 05 de Janeiro de 2015   | Bonito              | Mato Grosso do Sul               |
| 13 de Janeiro de 2015   | Chapada Diamantina  | Bahia                            |
| 19 de Janeiro de 2015   | Lençóis Maranhenses | Maranhão                         |
| 27 de Janeiro de 2015   | Fernando de Noronha | Pernambuco                       |
| 03 de Fevereiro de 2015 | Paraty              | Rio de Janeiro                   |
| 10 de Fevereiro de 2015 | Aparados da Serra   | Santa Catarina/Rio Grande do Sul |
| 16 de Fevereiro de 2015 | Monte Roraima       | Roraima                          |
| 23 de Fevereiro de 2015 | Jalapão             | Tocantins                        |